# Jimmy Fallon
James Thomas Fallon (Nova Iorque, 19 de setembro de 1974), mais conhecido como Jimmy Fallon, é um comediante, apresentador de televisão e ator estadunidense. Mais conhecido por seu trabalho na televisão, seu reconhecimento internacional ocorreu após torna-se membro da série de esquetes da NBC Saturday Night Live, permanecendo entre 1998 e 2004. Foi apresentador do talk show noturno Late Night de 2009 a 2014 e se tornou âncora do The Tonight Show em seguida.
Fallon cresceu interessado em comédia e música, mudando-se para Los Angeles aos 21 anos para fazer stand-up. Foi contratado para ingressar no Saturday Night Live em 1998 após ser reprovado anteriormente, realizando o sonho de toda a vida. Durante seus seis anos no SNL, Fallon foi co-apresentador do segmento Weekend Update. Ele deixou a obra em 2004 para estrelar filmes como Taxi (2004) e Fever Pitch (2005).
Em decorrência do fracasso no cinema, Fallon voltou à televisão como apresentador do Late Night da NBC em 2009, onde se destacou pela presença de música e jogos. Deixou o programa para se tornar o sexto apresentador permanente do The Tonight Show em 2014. Além de seu trabalho na televisão, lançou dois álbuns de comédia e sete livros, principalmente voltados ao público infantil.

## Infância e educação
James Thomas Fallon nasceu no bairro do Brooklyn, na cidade de Nova York, em 19 de setembro de 1974, filho de Gloria (nascida Feeley) e James Fallon. Sua avó paterna era uma imigrante alemã de Osterholz-Scharmbeck, enquanto o pai de sua avó materna era um imigrante norueguês de Fredrikstad. Já seus tataravós eram um casal irlandês do Condado de Galway, com esta tataravó nascida de um casal da França.
O pai de Fallon passou sua adolescência cantando em grupos de doo-wop e depois serviu na Guerra do Vietnã. Logo após o nascimento de seu filho, começou a trabalhar como reparador de máquinas para a IBM em Kingston. Em decorrência, a família mudou-se para perto de Saugerties. Fallon descreveu sua infância como idílica, enquanto seus pais foram descritos como superprotetores. Ele e a irmã, Gloria, não puderam sair de casa e tiveram que andar de bicicleta no quintal. Fallon frequentou a escola católica romana St. Maria das Neves. Ele considerou se tornar padre, inspirado por suas experiências como coroinha, mas ficou mais interessado em comédia. Passou muitas noites ouvindo o programa de rádio The Dr. Demento Show, que o expôs à comédia e à música; ele o gravava frequentemente.
Quando adolescente, Fallon desenvolveu uma obsessão pelo programa de comédia noturno Saturday Night Live. Ele assistiu religiosamente, embora só pudesse ver "partes não obscenas" que seus pais gravavam para ele. Ele e Gloria reconstituíam esquetes com amigos e intitulavam o grupo como "The Festrunk Brothers". Na adolescência, impressionou seus pais com imitações, inclusive do ator James Cagney e a comediante Dana Carvey. Ele tinha inclinação musical e começou a tocar violão aos 13 anos, passando a apresentar comédia com música em concursos. Nos primeiros anos do ensino médio, foi rotulado de palhaço da turma, mas também foi descrito como "legal e bem-educado".
Na Saugerties High School, atuou na maioria das produções teatrais e foi duas vezes líder de classe. Ele venceu um concurso de jovens comediantes com uma imitação de Pee-wee Herman. Se formou em 1992 e depois frequentou o College of Saint Rose em Albany, onde ingressou em ciência da computação antes de mudar para comunicações em seu último ano. Ele era um aluno comum que fazia stand-up nos fins de semana, no entanto não se formou, deixando a faculdade um semestre antes para seguir a carreira de comédia.
Quatorze anos depois, em maio de 2009, Fallon recebeu um bacharelado em comunicações, concedido por funcionários da Saint Rose que lhe concederam créditos de aprendizagem experiencial por seu trabalho na televisão. Junto com seu bacharelado também foi premiado com um Doutor em Letras Humanas honorário.

## Carreira

### Início na comédia (1995–1998)

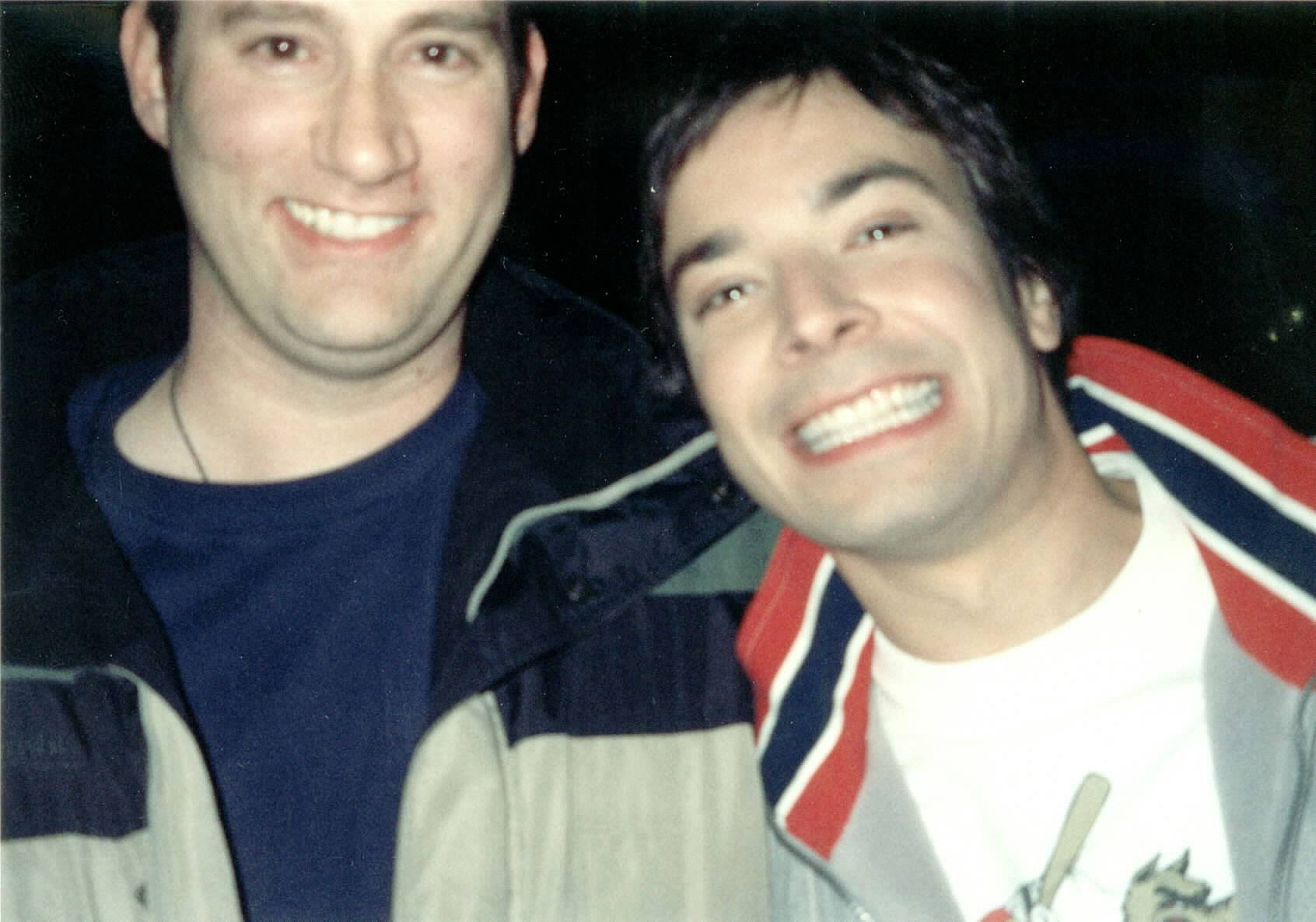
Fallon (à direita) durante gravação da produção Fever Pitch

Fallon abandonou o Saint Rose em 1995 para se mudar para Los Angeles e se dedicar à comédia em tempo integral. Começou fazendo stand-up e recebendo US$ 7,50 por apresentação, além de realizar aulas com a trupe de comédia Groundlings. Em 1998, apareceu brevemente na segunda temporada do programa Spin City como um homem vendendo fotografias.
Apesar disso, Fallon permaneceu decidido a ingressar no Saturday Night Live (SNL). Depois de dois anos trabalhando com os Groundlings, fez o teste para o programa em 1997, mas não teve sucesso. Quando foi escalado para um episódio piloto na The WB, fez questão de incluir uma cláusula em seu contrato especificando que se fosse chamado ao SNL, seria liberado.
“Este era meu objetivo final. Se algum dia eu cortasse um bolo de aniversário e fizesse um pedido, gostaria de estar no SNL. Se eu jogasse uma moeda em uma fonte, gostaria de estar no SNL. Se eu visse uma estrela cadente, gostaria de estar no SNL. Lembro-me de dizer a mim mesmo: 'Se eu não aparecer [no programa] antes dos 25 anos, vou me matar.' É louco. Eu não tinha outro plano. Eu não tinha amigos, não tinha namorada, não tinha nada acontecendo. Eu tinha minha carreira, foi isso”.
Seu empresário enviou fitas de vídeo para Marci Klein e Ayala Cohen, produtores do SNL, e ele fez seu segundo teste aos 23 anos. Na "audição notoriamente difícil", várias pessoas lhe disseram que o criador Lorne Michaels quase nunca ria. Ele temia ser ofuscado pelo comediante antes dele, que trouxe vários adereços. Apesar disso, Fallon subiu ao palco e se saiu bem, realizando uma "maratona de celebridades" com imitações de Jerry Seinfeld, Chris Rock, Bill Cosby e Adam Sandler, um ex-membro do SNL que havia deixado o programa recentemente. Michaels e outros riram.
A redatora principal Tina Fey, que estava na sala, disse mais tarde: "Ele é uma das duas pessoas que já vi que estava completamente pronta para participar do programa. Kristen Wiig é a outra... E Jimmy estava pronto – tipo, se houvesse um programa para fazer naquela noite." Ele apressou-se em seus personagens originais para chegar às suas imitações de cantores, que considerou mais fortes. Três semanas se passaram e, apesar de sentir que não havia conseguido o cargo, foi convidado para se encontrar com Michaels no estúdio da Paramount em Los Angeles. O criador expressou seu interesse na contratação, momento que Fallon descreveu como sendo em "câmera lenta". "Vou deixar você orgulhoso" foram suas últimas palavras antes concluir a reunião.

### Saturday Night Live(1998–2004)
Fallon estreou no Saturday Night Live no início da vigésima quarta temporada do programa em setembro de 1998. Se tornou uma estrela em seu quarto episódio, quando criou paródias de músicas populares com tema de Halloween, bem como sua imitação de Sandler. Seu público predominantemente do sexo feminino enviava inúmeras cartas e ele se tornou destaque de vários sites de fãs. Fallon tornou-se o mímico mais destacado do programa, fazendo imitações de Robert De Niro, Jerry Seinfeld e Howard Stern. Também estrelou muitos personagens originais, incluindo Nick Burns, um nerd de suporte de TI; Pat "Sully" Sullivan, um jogador de basquete; e criou o Jarret's Room, um webcast fictício apresentado pelos estudantes universitários Jarret (Fallon) e Gobi (Horatio Sanz).
Nas horas vagas, lançou um livro contendo trocas de e-mails com sua irmã Gloria, intitulado I Hate This Place: A Pessimist's Guide to Life (1999), e desempenhou um pequeno papel no filme Almost Famous (2000). Durante seu tempo no SNL, Fallon e Horatio Sanz costumavam abusar do consumo de álcool. Sanz declarou: "Dizem que isso anda de mãos dadas com o SNL, algum tipo de problema de abuso de substâncias, porque é muito estressante". Em uma ocasião, ambos assistiram uma apresentação de The Strokes à meia-noite de uma sexta-feira e permaneceram bebendo até de manhã cedo, apesar do trabalho no SNL. Sanz também revelou que ele e Fallon realizaram algumas brigas de bar.
Fallon inicialmente planejou passar três anos no SNL, como John Belushi, mas foi persuadido a permanecer por mais três quando recebeu o controle do Weekend Update. Sua co-apresentação com a escritora Tina Fey aumentou ainda mais sua notoriedade. Durante esse período, criou um relacionamento próximo com Michaels, a quem consultava sobre concelhos amorosos, de carreira e entre outros. Um episódio protagonizado por ele repercutiu em dezembro de 2001, ao imitar o vocalista dos Rolling Stones, Mick Jagger, em um espelho ao lado do próprio Jagger, sua interpretação favorita até aquele momento.
Fallon também ficou conhecido por sua tendência de quebra do personagem em esquetes, um atributo que ele, assim como Michaels, não gostava. O primeiro caso ocorreu no episódio "More Cowbell", quando Will Ferrell vestiu uma camisa mais justa do que o esperado, fazendo ele rir. Depois disso, outros membros do elenco tentariam fazer com que ele saísse do roteiro. Alguns dos colegas criticaram a ação, acreditando que ele estava tentando roubar a cena. A piada tornou-se quase constante durante o último ano dele no programa. Durante esse tempo, em decorrência do sucesso no SNL, foi convidado para co-apresentar o MTV Movie Awards 2001 e 2002, além de gravar seu primeiro álbum de comédia, The Bathroom Wall (2002), que foi indicado ao Grammy Award. Além disso, foi modelo para Calvin Klein e nomeado uma das 50 pessoas mais bonitas da revista People em 2002, uma honra que Fallon achou embaraçosa.
Em seus últimos anos no SNL, co-estrelou uma peça teatral, The Barry Gibb Talk Show, na qual ele e o músico Justin Timberlake retrataram os irmãos Barry e Robin Gibb. Isso marcou o início de uma longa amizade e colaboração com o cantor. Com o término do contrato, seu sexto ano no SNL foi o último; Fallon deixou o programa no final da vigésima nona temporada em maio de 2004. Em um episódio de 2000, ele apareceu usando blackface para interpretar Chris Rock; depois que o episódio reapareceu online 20 anos depois, Fallon publicou um tweet pedindo desculpas por uma "decisão inquestionavelmente ofensiva".

### Filmes e declínio (2004–2008)

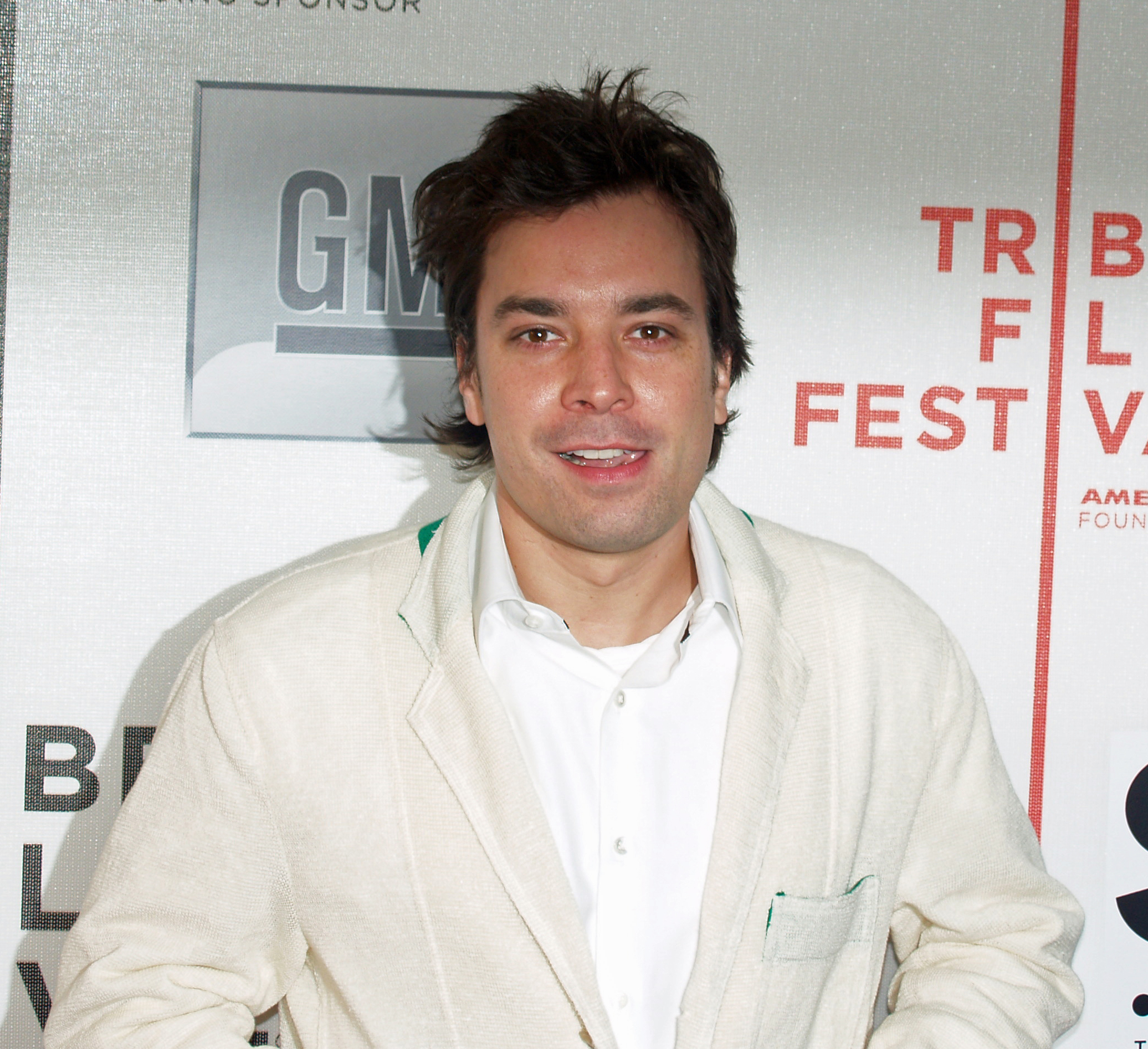
Fallon em 2007

Fallon começou a seguir a carreira cinematográfica em 2004. Ele rejeitou a maioria dos trabalhos devido à falta de tempo e ao desinteresse pelos roteiros. Acabou assinando contrato para seu primeiro papel principal em Taxi, um remake de um filme francês, depois que a co-estrela Queen Latifah se juntou ao projeto. No outono de 2003, dividiu seu tempo entre filmar o filme em Los Angeles e retornar à cidade de Nova Iorque para o SNL. Com grandes expectativas do estúdio, Taxi estreou no outono de 2004 e se revelou um fracasso de crítica e público.
Na época, a 20th Century Fox já o havia contratado para seu segundo papel de destaque, estrelando ao lado de Drew Barrymore a comédia romântica Fever Pitch, lançada em 2005. Fever Pitch se saiu um pouco melhor do que Taxi, recebendo críticas moderadas e retornos de bilheteria mornos. Fallon começou a receber menos ofertas de filmes desde então. Ele entrou no que chamou de "período perdido", consumindo mais álcool e confuso sobre seus próximos passos na carreira. Retornou para Nova Iorque, passando "alguns anos vagando sem rumo", se dedicando apenas na escrita de roteiros.
Michaels disse a Fallon que ele seria uma boa opção para assumir a franquia Late Night da NBC quando o então apresentador Conan O'Brien saiu para o The Tonight Show. Michaels instou a emissora de televisão a realizar um acordo de exclusividade em fevereiro de 2007 para que Fallon não pudesse ser atraído para outra empresa.
Para se preparar para o papel de apresentador noturno, Fallon percorreu campos universitários e clubes de comédia por oito meses, onde testou um novo tempo de 50 minutos. Também começou a assistir as comédias de Chevy Chase, Dick Cavett e Johnny Carson, bem como The Larry Sanders Show. Em maio de 2008, foi anunciado como sucessor no Late Night.
Fallon foi considerado uma escolha estranha para o cargo, tanto pelos executivos da NBC (que "odiaram" a ideia e previram que seria um fracasso), quanto pelo público em geral. Isso foi mencionado em uma divulgação inicial da série, que afirmava: "Você o amava no SNL! Você o odiava nos filmes! Agora você é ambivalente."

### Volta à televisão eLate Night(2009–2013)
Late Night with Jimmy Fallon estreou em março de 2009 com críticas mistas. O produtor Michael Shoemaker declarou que o estilo do programa se solidificou quando Susan Boyle foi tema de uma piada. Embora outros programas noturnos tenham se centrado em sua aparência, Fallon criou uma esquete no qual as performances emocionantes de Boyle poderiam "salvar qualquer aflição". Esse estilo foi descrito por Adam Sternbergh da revista New York de "comédia da celebração descarada", que levou ao sucesso do programa.
Fallon provou ser diferente de outros apresentadores noturnos, apresentando mais música, dança, personagens e jogos. Com o recrutamento do coletivo de hip-hop The Roots, Late Night "evoluiu para o mais profundamente musical dos programas de variedades de comédia da TV", com esquetes em que ele parodia Neil Young e Bruce Springsteen se tornando virais online.
O programa de Fallon encontrou seu fundamento em 2010. Ele abraçou as mídias sociais e a internet, com a interação online se tornando crucial para seu sucesso. Em 2010, o programa teve seu primeiro clipe viral: Fallon e Timberlake apresentando a canção "History of Rap".
Fallon também apresentou o 62.º Primetime Emmy Awards em 2010. Em 2012, lançou seu segundo álbum de comédia, Blow Your Pants Off, que compila muitas de suas apresentações musicais no Late Night. O trabalho ganhou um Grammy em 2013 na categoria Melhor Álbum de Comédia. As discussões para Fallon assumir o The Tonight Show começaram no início de 2013.
Desde agosto de 2013, Fallon ganhava um salário de US$ 11 milhões por ano por seu trabalho no Late Night.

### The Tonight Show(2014–presente)

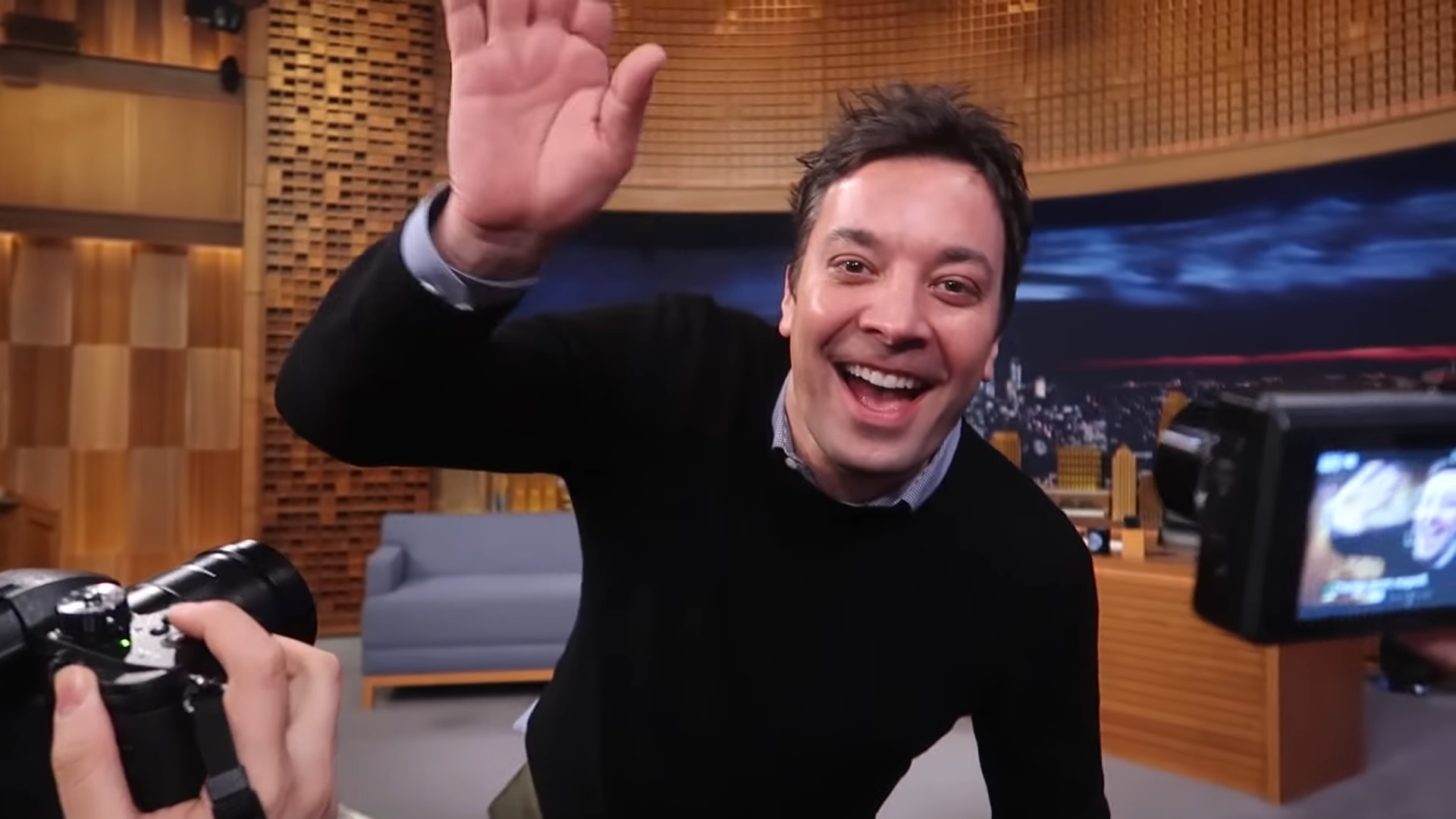
Fallon no estúdio do The Tonight Show em 2019

Em 3 de abril de 2013, após um período de especulação, a NBC anunciou que Fallon iria suceder Jay Leno após os Jogos Olímpicos de Inverno de 2014, para se tornar o sexto apresentador permanente do The Tonight Show. A estreia de Fallon em 17 de fevereiro de 2014 atraiu 11,3 milhões de telespectadores. O seu terceiro livro, Your Baby's First Word Will Be Dada, de histórias infantis, foi lançado em junho de 2015.
Em 15 de setembro de 2016, entrevistou Donald Trump durante a eleição presidencial dos Estados Unidos. A aparição foi má recebida por alguns críticos da mídia e telespectadores nas redes sociais pelas perguntas incontroversas que fez a Trump. David Sims, escrevendo no The Atlantic, chamou a entrevista de "constrangimento". Em resposta às críticas, Fallon disse ao TMZ: "Você viu meu programa? Nunca sou muito duro com ninguém. Teremos Hillary [Clinton] amanhã e faremos algo divertido com ela também". Fallon se desculpou em março de 2017 pela entrevista, dizendo: "Não fiz isso para humanizá-lo. Não achei que isso seria um elogio… Depois que isso aconteceu, fiquei arrasado. Eu não quis dizer nada com isso. Eu só estava tentando me divertir". Ele novamente se desculpou pela entrevista em junho de 2018 em um podcast ao The Hollywood Reporter, dizendo que "cometeu um erro" e acrescentou: "Não fiz isso para 'normalizá-lo' ou para dizer que acredito em suas crenças políticas ou qualquer coisa assim."
Em 2020, Fallon e a empresa WubbaNub criaram chupetas de edição limitada baseadas nos personagens de pinguins e vacas de seus livros infantis. Em janeiro de 2022, ele foi criticado por falar sobre NFTs (e promover uma de sua autoria) durante uma entrevista com Paris Hilton, que pode ter violado a política de conflito de interesses definida pela empresa-mãe da NBCUniversal, Comcast; sua própria NFT foi comprada em novembro de 2021 por cerca de US$ 216 000 e sua divulgação no programa colaborou com o aumento do preço. A NBC respondeu às críticas afirmando que não acreditava que Fallon tivesse quebrado suas regras.
Em 16 de novembro de 2022, uma farsa no Twitter se espalhou com a hashtag #RIPJimmyFallon, tornando-se tendência nos EUA. Em resposta, Fallon escreveu para o proprietário da rede social, Elon Musk, que brincou: "Diga algo que só o verdadeiro Jimmy diria". Em seu programa no dia seguinte, zombou dos rumores. Em 30 de agosto de 2023, começou a apresentar o podcast de comédia Strike Force Five com Stephen Colbert, Seth Meyers, Jimmy Kimmel e John Oliver para apoiar seus funcionários desempregados devido à greve dos roteiristas.
Em setembro de 2023, a Rolling Stone publicou um artigo sobre Fallon e o ambiente de trabalho do Tonight Show intitulado "Caos, comédia e 'salas de choro': por dentro do 'Tonight Show' de Jimmy Fallon", com base em entrevistas com 16 ex-funcionários. Alegou que Fallon maltratava sua equipe, era propenso a explosões de raiva e contribuía para uma cultura tóxica no local de trabalho. De acordo com os depoimentos, o comportamento dele parecia estar relacionado ao consumo de álcool. O abuso fez com que muitos funcionários se referissem aos camarins dos convidados como "salas de choro", porque era ali que os funcionários iam para expressar suas emoções. A NBC divulgou um comunicado defendendo o programa, mas não abordou as acusações contra Fallon. No dia da publicação do artigo, ele pediu desculpas à sua equipe em uma ligação através do Zoom, dizendo: "É constrangedor e me sinto muito mal. Desculpe se envergonhei vocês, suas famílias e amigos".

## Vida pessoal
Fallon se casou com a produtora de cinema Nancy Juvonen em 22 de dezembro de 2007. Eles se conheceram no estúdio de Saturday Night Live, mas só se tornaram amigos mais tarde na gravação de Fever Pitch. Em agosto de 2007, ele a pediu em noivado com um anel projetado por Neil Lane na casa da família dela em Wolfeboro, New Hampshire. Eles se casaram quatro meses depois e suas duas filhas nasceram de barriga de aluguel em 2013 e 2014. Atualmente moram em Sagaponack, mas moraram anteriormente em Gramercy Park, Manhattan. Eles têm uma Golden Retriever fêmea chamada Gary Frick.
Em 4 de novembro de 2017, a mãe de Fallon, Gloria, morreu de causas não reveladas aos 68 anos. As gravações dos episódios do Tonight Show que seriam exibidas na semana seguinte foram canceladas. Uma semana depois, Fallon prestou homenagem a sua mãe no monólogo da noite, emocionando-se e chamando-a de "o melhor público".
Fallon foi criado na Igreja Católica. Em uma entrevista de 2011, ele expressou seu gosto pela missa em latim, mas afirmou que não era mais um frequentador regular da igreja. Fallon disse a David Steinberg durante a série Inside Comedy da Showtime que quando criança, ele e sua irmã imitavam Steve Martin e Dan Aykroyd no quadro "Wild and Crazy Guys" do Saturday Night Live e que ele ouvia discos de comédia, aprendendo a imitar Rodney Dangerfield. Em 2009, ele falou sobre a influência de Monty Python durante um documentário para televisão.

### Problemas de saúde
Em 26 de junho de 2015, Fallon sofreu uma lesão quando tropeçou em um tapete em sua casa e tentou amortecer a queda segurando-se em uma bancada, fazendo com que seu dedo quase fosse arrancado pela aliança de casamento. Ele foi levado ao pronto-socorro e depois encaminhado a um cirurgião que realizou microcirurgia em seu dedo. Passou 10 dias na Unidade de Terapia Intensiva antes de voltar para casa. Ele falou sobre o ocorrido no episódio de 13 de julho do Tonight Show e agradeceu aos médicos e enfermeiras que o ajudaram. Um mês depois, ainda esperava passar mais oito semanas sem sensibilidade no dedo.
Em entrevista à revista Billboard em setembro de 2015, explicou que seu dedo ainda tinha mobilidade limitada e que seria necessária outra cirurgia. Ele reiterou este ponto no 67.º Emmy Awards em 20 de setembro de 2015, quando apareceu em público sem o dedo enfaixado pela primeira vez desde o acidente.
Em 4 de janeiro de 2022, Fallon anunciou que havia testado positivo para COVID-19 durante a temporada de férias. Ele agradeceu aos profissionais médicos e creditou à vacina de COVID-19 por torná-lo "sortudo o suficiente para ter apenas sintomas leves".

## Discografia
- The Bathroom Wall (2002)
- Blow Your Pants Off (2012)

## Filmografia

### Televisão
| Ano           | Título                                 | Papel                    | Notas                           |
| ------------- | -------------------------------------- | ------------------------ | ------------------------------- |
| 1998-2004     | Saturday Night Live                    | Ele mesmo, Vários        |                                 |
| 1998          | Spin City                              | Photografo               | Episódio: "The Marrying Men"    |
| 2001          | Band of Brothers                       | 2nd Lt. George C. Rice   | Episódio: "Crossroads"          |
| 2009          | 30 Rock                                | Ele mesmo, Jack          |                                 |
| 2009-2014     | Late Night with Jimmy Fallon           | Ele mesmo                | Apresentador                    |
| 2009          | The Electric Company                   | Ele mesmo                |                                 |
| 2009          | Sesame Street                          | Wild Nature Survivor Guy |                                 |
| 2009          | Family Guy                             | Ele mesmo                |                                 |
| 2010          | 62º Primetime Emmy Awards              | Ele mesmo                | Apresentador                    |
| 2011          | Saturday Night Live                    | Ele mesmo                | Apresentador                    |
| 2011          | Silent Library                         | Ele mesmo                |                                 |
| 2012          | iCarly                                 | Ele mesmo                | Episódio: "iShock America"      |
| 2012-2013     | Guys with Kids                         |                          | Co-criador e Produtor executivo |
| 2014-Presente | The Tonight Show Starring Jimmy Fallon | Ele mesmo                | Apresentador                    |

### Cinema
| Ano  | Título                                                            | Papel                  | Notas                                    |
| ---- | ----------------------------------------------------------------- | ---------------------- | ---------------------------------------- |
| 2000 | Almost Famous                                                     | Dennis Hope            |                                          |
| 2002 | The Rutles 2: Can't Buy Me Lunch                                  | Reporter               |                                          |
| 2003 | Anything Else                                                     | Bob                    |                                          |
| 2003 | The Entrepreneur                                                  | Ray                    | Refilmado em 2003                        |
| 2004 | Taxi                                                              | Andrew 'Andy' Washburn |                                          |
| 2005 | Fever Pitch                                                       | Ben                    |                                          |
| 2006 | Doogal                                                            | Dylan                  | Voz                                      |
| 2006 | Night of Too Many Stars: An Overbooked Event for Autism Education | Barry Gibb             | TV filme                                 |
| 2006 | Arthur and the Invisibles                                         | Betameche              | Voz                                      |
| 2006 | Factory Girl                                                      | Chuck Wein             |                                          |
| 2008 | The Year of Getting to Know Us                                    | Christopher Rocket     |                                          |
| 2009 | Whip It                                                           | Johnny Rocket          |                                          |
| 2009 | Bucky Larson: Born to Be a Star                                   | Ele Mesmo              | Cameo                                    |
| 2009 | Arthur and the Revenge of Maltazard                               | Prince Betameche       | Voz                                      |
| 2010 | Arthur 3: The War of the Two Worlds                               | Prince Betameche       | Voz                                      |
| 2011 | Bucky Larson: Born to Be a Star                                   | Ele Mesmo              | Cameo                                    |
| 2015 | Get Hard                                                          | Ele Mesmo              | Cameo (não creditado)[carece de fontes?] |
| 2015 | Jurassic World                                                    | Ele Mesmo              | Cameo                                    |
| 2015 | Jem and the Holograms                                             | Ele Mesmo              | Cameo                                    |